# Enric Masip

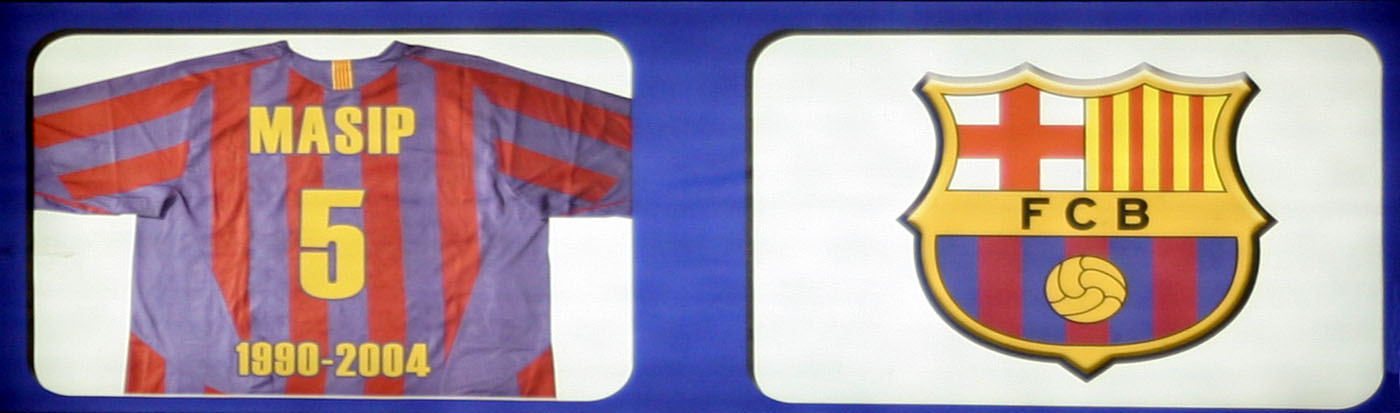
Enric Masips tröja i FC Barcelonas Hall of Fame i Palau Blaugrana.

Enric Masip Borrás, född 1 september 1969 i Barcelona, är en spansk före detta handbollsspelare (mittnia).
Masip började karriären i BM Granollers och debuterade 1987 i seniorlaget. 1990 värvades han av FC Barcelona och blev kvar i klubben i 14 år. Denna period brukar ses som en av de mest framgångsrika inom klubbhandboll någonsin. Laget vann 34 titlar, inräknat de europeiska cuperna samt spanska mästerskapet, cupmästerskapet och ligacupen. Laget vann Europacupen / Champions League sex gånger varav fem av åren i rad, 1996–2000. Samtliga fem år 1996–2000 vann FC Barcelona "trippeln"; Champions League, blev spanska mästare och spanska cupmästare.
Masip spelade 205 landskamper och gjorde 656 mål för Spanien från 1989 till 2003 och var landslagets lagkapten. Han deltog vid två OS, sex VM och tre EM. EM-silvret 1996 på hemmaplan, ett EM-brons år 2000 och OS-bronset 2000 i Sydney är de främsta meritern.

## Klubbar
- BM Granollers (1987–1990)
- FC Barcelona (1990–2004)

## Meriter
- VM 1990 i Tjeckoslovakien: 5:a
- OS 1992 i Barcelona: 5:a
- VM 1993 i Sverige: 5:a
- EM 1994 i Portugal: 5:a
- EM 1996 i Spanien:  Silver
- VM 1997 i Japan: 7:a
- VM 1999 i Egypten: 4:a
- EM 2000 i Kroatien:  Brons
- OS 2000 i Sydney:  Brons
- VM 2001 i Frankrike: 5:a
- VM 2003 i Portugal: 4:a (all-star team, bästa mittnia)